# Ludvig Dam
Hans Peter Ludvig Dam (Nykøbing Falster, 24 marzo 1884 – Odense, 29 marzo 1972) è stato un nuotatore danese.
Partecipò alle gare di nuoto dei Olimpiadi estive di Atene del 1906, gareggiando solo nei 100m stile libero, dove arrivò sesto in semifinale.
Due anni dopo, partecipò alle Olimpiadi estive di Londra nel 1908. Arrivò secondo, conquistando la medaglia d'argento, nella gara dei 100m dorso, nuotando in 1'26"6, dietro solo al tedesco Arno Bieberstein. Prese parte anche alla staffetta 4x200m stile libero, con la squadra danese, arrivando secondi in semifinale, con un tempo totale di 12'53"0, senza qualificarsi per la finale.